# Dragon's Kiss
Dragon's Kiss es el primer álbum como solista del guitarrista y compositor Marty Friedman.
Este álbum  es únicamente instrumental. Este es el álbum más pesado que compuso hasta la fecha. Su estilo más predominante es el metal neoclásico y consta de 8 temas, casi todos compuestos por Marty Friedman, menos «Saturation Point» y «Jewel», que fueron compuestos junto al guitarrista y compositor Jason Becker.

## Lista de canciones
Todas fueron escritas por Marty Friedman, excepto donde están anotadas.

| N.º | Título                                            | Duración |  |
| 1.  | «Saturation Point» (Marty Friedman, Jason Becker) | 4:52     |  |
| 2.  | «Dragon Mistress»                                 | 3:41     |  |
| 3.  | «Evil Trill»                                      | 5:30     |  |
| 4.  | «Namida (Tears)»                                  | 2:43     |  |
| 5.  | «Anvils»                                          | 2:38     |  |
| 6.  | «Jewel» (Marty Friedman, Jason Becker)            | 5:44     |  |
| 7.  | «Forbidden City»                                  | 8:18     |  |
| 8.  | «Thunder March»                                   | 4:11     |  |

## Créditos
Marty Friedman - guitarra líder y rítmica
Jason Becker - guitarra invitada